# Robert Windsor-Clive
Robert Windsor-Clive (24 mai 1824 - 4 août 1859) est un homme politique du parti conservateur britannique.

## Biographie
Il est le fils aîné de Robert Clive (1789-1854), petit-fils d'Edward Clive (1er comte de Powis) et arrière-petit-fils de Robert Clive, premier baron Clive ("Clive of India"). Sa mère est Harriett Windsor, fille d’Other Windsor. Il fait ses études au Collège d'Eton et à St John's College, à Cambridge . En 1855, la baronnie de Windsor est attribuée à sa mère, qui devient la treizième baronne Windsor. Son frère cadet, George Windsor-Clive, est également un homme politique.
Il entre au Parlement pour Ludlow lors des élections générales de 1852 , poste qu'il occupe jusqu'à sa démission en janvier 1854  pour se porter candidat à une vacance dans le Shropshire South. Il est élu sans opposition et occupe le siège jusqu'à sa mort prématurée cinq ans plus tard .
Il est nommé capitaine de vaisseau dans le Worcestershire Yeomary en 1848, puis succède à son père au poste de lieutenant-colonel en 1854, jusqu'à sa mort .

## Famille
Il épouse Mary Selina Louisa Bridgeman, fille de George Bridgeman (2e comte de Bradford), en 1852. Ils ont un fils et trois filles. Il meurt en août 1859, âgé de 35 ans, au 53 Lower Grosvenor Street, Londres . Il est inhumé à l'église paroissiale de Bromfield, près de Ludlow. Mary reste veuve jusqu'à sa mort en juillet 1889. Leur fils Robert Windsor-Clive (1er comte de Plymouth) succède à sa grand-mère comme baron Windsor en 1869. En 1905, le comté de Plymouth est recréé en sa faveur.